# 전국실업축구연맹전
전국실업축구연맹전(한국 한자: 全國實業蹴球聯盟戰)은 1964년부터 2002년까지 한국실업축구연맹에 의해 매년 봄과 가을에 나뉘어 열렸던 실업축구 정규리그이다.

## 역사

### 1963년 이전
1939년 경성실업축구연맹에 의해 열린 실업축구리그가 있었으나 1회를 끝으로 중단되었고, 이후 1949년과 1950년 서울시실업축구연맹전이 열리나 다시 한국전쟁으로 인해 중단된다. 때문에 1950년대 실업팀들은 주로 리그가 아닌 컵대회에 참가한다.

### 프로축구 출범 전(1964년–1983년)
1964년 7월 전국실업축구연맹(이후 한국실업축구연맹) 주최로 제1회 춘계 전국실업축구연맹전이 열린다. 일종의 정규리그로서 매년 봄, 가을 두 차례에 걸쳐 대회가 열렸으며, 이후 프로축구리그가 창설되기 전까지 전국실업축구연맹전은 대한민국 축구의 1부 리그 역할을 한다. 1960년 후반에는 금융단 축구단이 대거 창단되어 금융단 축구대회가 따로 열릴 정도로 큰 비중을 차지했으며, 한국실업축구 발전에 한 획을 긋는다.
정규리그인 전국실업축구연맹전 이외에도 각종 중소 대회의 난립으로 축구팬들의 외면 속에 텅빈 스탠드에서 펼쳐지는 대회가 많았다. 이에 실업축구연맹에서는 리그를 1부와 2부로 나누어 승강제를 하는 디비전 시스템을 구상하며, 이를 위해 1975년 춘기리그에는 19개 팀이 171게임을 치르는 풀리그 제도를 도입한다. 그리고 그 우승팀은 가을에 한일실업축구정기전에 참가하여 일본 실업 우승팀과 경기를 갖도록하여, 현재의 AFC 챔피언스리그 역할을 하게 한다. 하지만 일부 실업팀의 반발로 디비전 제도는 백지화되었다.

### 프로축구 출범 후 (1983년–2002년)
1982년 실업축구를 1, 2부로 나누고 명칭을 코리언리그로 바꾸는 계획이 발표된다. 1983년 프로축구 슈퍼리그의 개막을 앞두고 1982년 시즌의 성적에 따라 1983년부터는 리그를 두개로 나누어 승강제를 하겠다는 계획이었다. 1983년 코리언리그는 한국 축구 최초로 1부 7개팀, 2부 8개팀으로 구분하여 리그를 운영하며, 1부의 경우 프로축구처럼 연고지 제도를 도입한다(2부는 서울에서만 경기). 즉 이 해에는 슈퍼리그(1부), 코리언리그 1부(2부), 코리언리그 2부(3부)의 세 개 디비전이 있었던 것이다. 하지만 1984년 대한축구협회는 다시 이를 통합리그로 환원시키며, 체육부의 외래어 순화 정책으로 대회 명칭 역시 실업축구연맹전으로 돌아온다.
이후 1980, 90년대 실업축구는 2부 리그로서 역할을 하나, 프로축구와 승강제는 이루어지지 않는다. 한편 1991년에는 제1회 전국실업축구선수권대회가 열리며, 이는 리그컵대회로서 현재의 내셔널축구선수권대회로 이어지고 있다.
아울러, 1989년에는 전기(청룡) - 후기 (화랑) 운영으로 변경됐는데 이들 중 전기리그는 연고지 제도가   시행됐으며 1983년에 연고지 제도를 시행할 예정이었지만 국민은행 대우 포항제철이 슈퍼리그에 참가하는 바람에 무산됐다.
이와 함께, 1990년 시행된 프로축구 2군리그 제도가 1년 만에 폐지된 뒤 다음 해인 1991년부터 1999년까지 프로 구단 2군 팀들이 2군 리그 대신 해당 대회에 참가하여 경기력을 점검하기도 했다.

### 내셔널리그 (2003년–현재)
2000년 대한축구협회가 프로 2부리그 창단 방안을 검토하면서 기존의 춘계실업연맹전을 실험적으로 현대자동차 K2리그로 운영하였고, 그 후 2001년 '프로2부리그 도입을 포함한 축구발전 10대 과제 연구용역 및 발표', 2002년 '프로2부리그 도입을 포함한 축구발전 10대 과제 연구용역 및 발표' 등 다각도의 준비 작업을 거쳐 2003년 K2리그라는 이름으로 재출범한다. 이는 대한민국 축구 리그 시스템에서 2부 리그에 해당한다. 2006년 리그 이름을 한국 내셔널리그(Korea National League), 약칭 내셔널리그(National League)로 변경하여 지금에 이르고 있다. 내셔널리그로의 개칭 후 K리그-내셔널리그 간 승강제를 시범적으로 실시했으나 2년 연속으로 우승팀들이 승격을 포기하는 사태가 벌어져 백지화되었다. 2013년 K리그가 K리그 클래식(1부)과 K리그 챌린지(2부)로 나뉘며 대한민국 축구 리그 시스템에서 3부 리그로 바뀌었으나 K리그-내셔널리그 간 승강제는 아직 실시하지 않는다.

## 리그 운영
1960년대 형성된 실업축구의 한 해 리그 운영 체계는 대략 다음과 같다.
- 한국실업축구연맹 주최
  - 전국실업축구연맹전(춘계/추계, 2002년 제39회 대회를 마지막으로 2003년부터 현 내셔널리그 정규리그로 전환)
  - 군-실업 축구대회(1993년 제25회 대회를 마지막으로 폐지)
  - 대통령배 금융단 축구대회 (1993년 제25회 대회를 마지막으로 폐지)
  - 국무총리배 금융단 축구대회 (1976년 제8회 대회를 마지막으로 폐지)
  - 전국실업축구선수권대회 (2002년 제11회 대회를 마지막으로 2003년부터 현 내셔널 축구선수권대회로 전환)

- 대한축구협회 주최
  - 전국축구선수권대회 (2000년 제55회 대회를 마지막으로 2001년부터 현 FA컵과 통합)
  - 대통령배 전국축구대회 (2009년 제57회 대회를 마지막으로 폐지)

- 대한체육회 주최
  - 전국체육대회

여기에 1991년부터는 일종의 리그컵으로서 전국실업축구선수권대회가 창설되어 지금의 내셔널 축구선수권대회로 이어지고 있다.

## 역대 대회 기록[10][11]
| #  | 횟수 | 연도   | 시즌 | 우승                                         | 준우승                                       | 비고                                                                 |
| -- | ---- | ------ | ---- | -------------------------------------------- | -------------------------------------------- | -------------------------------------------------------------------- |
| 1  | 1    | 1964년 | 춘계 | 금성방직, 제일모직 공동 우승                 | 금성방직, 제일모직 공동 우승                 | 전적 관련 기사                                                       |
| 1  | 2    | 1964년 | 추계 | 금성방직                                     | 대한중석                                     | 전적 관련 기사                                                       |
| 2  | 3    | 1965년 | 춘계 | 금성방직, 대한중석, 한국전력 3개팀 공동 우승 | 금성방직, 대한중석, 한국전력 3개팀 공동 우승 | 전적 관련 기사                                                       |
| 2  | 4    | 1965년 | 추계 | 대한중석                                     | 석탄공사                                     | 전적 관련 기사                                                       |
| 3  | 5    | 1966년 | 춘계 | 서울시경                                     | 한국전력                                     | 전적 관련 기사                                                       |
| 3  | 6    | 1966년 | 추계 | 대한중석, 서울시경 공동 우승                 | 대한중석, 서울시경 공동 우승                 | 전적 관련 기사                                                       |
| 4  | 7    | 1967년 | 춘계 | 치안국                                       | 쌍용양회                                     | 전적 관련 기사                                                       |
| 4  | 8    | 1967년 | 추계 | 한국전력                                     | 제일모직                                     | 전적 관련 기사                                                       |
| 5  | 9    | 1968년 | 춘계 | 대한중석                                     | 한국전력                                     | 전적 관련 기사                                                       |
| 5  | 10   | 1968년 | 추계 | 제일모직, 육군 병참단 공동 우승              | 제일모직, 육군 병참단 공동 우승              | 전적 관련 기사                                                       |
| 6  | 11   | 1969년 | 1차  | 한국전력                                     | 대한중석                                     | 전적 관련 기사                                                       |
| 6  | 12   | 1969년 | 2차  | ?                                            | ?                                            |                                                                      |
| 7  | 13   | 1970년 | 춘계 | 제일모직                                     | 대한중석                                     | 전적 관련 기사, 준우승팀 불확실                                      |
| 7  | 14   | 1970년 | 추계 | 조흥은행                                     | 한국신탁은행                                 | 전적 관련 기사                                                       |
| 8  | 15   | 1971년 | 춘계 | 한국신탁은행                                 | 외환은행 한국주택은행 공동 준우승            | 전적 관련 기사                                                       |
| 8  | 16   | 1971년 | 추계 | 해병대                                       | 한국신탁은행, 조흥은행 공동 준우승           | 전적 관련 기사                                                       |
| 9  | 17   | 1972년 | 춘계 | 한국주택은행                                 | 해병대                                       | 전적 관련 기사                                                       |
| 9  | 18   | 1972년 | 추계 | 한국주택은행                                 | 해병대                                       | 한주택은행 축구단은 1972년 춘계, 추계, 금융단, 대통령배등 4관왕 달성 |
| 10 | 19   | 1973년 | 춘계 | 해병대                                       | 국민은행                                     | 전적 관련 기사                                                       |
| 10 | 20   | 1973년 | 추계 | 한국신탁은행                                 | 육군                                         | 전적 관련 기사                                                       |
| 11 | 21   | 1974년 | 춘계 | 조흥은행                                     | 육군                                         | 전적 관련 기사                                                       |
| 11 | 22   | 1974년 | 추계 | 상업은행, 육군 공동 우승                     | 상업은행, 육군 공동 우승                     | 전적 관련 기사                                                       |
| 12 | 23   | 1975년 | 춘계 | 포항제철                                     | 육군                                         | 전적 관련 기사                                                       |
| 12 | 24   | 1975년 | 추계 | 중소기업은행                                 | 자동차보험                                   | 전적 관련 기사                                                       |
| 13 | 25   | 1976년 | 춘계 | 외환은행, 한국신탁은행 공동 우승             | 외환은행, 한국신탁은행 공동 우승             | 전적 관련 기사                                                       |
| 13 | 26   | 1976년 | 추계 | 중단                                         | 중단                                         |                                                                      |
| 14 | 27   | 1977년 | 통합 | 육군                                         | 포항제철                                     | 전적 관련 기사                                                       |
| 15 | 28   | 1978년 | 춘계 | 서울시청, 해군 공동 우승                     | 서울시청, 해군 공동 우승                     | 전적 관련 기사                                                       |
| 15 | 29   | 1978년 | 추계 | 자동차보험                                   | 서울시청                                     | 전적 관련 기사                                                       |
| 16 | 30   | 1979년 | 춘계 | 중소기업은행                                 | 육군 충의                                    | 전적 관련 기사                                                       |
| 16 | 31   | 1979년 | 추계 | 중단                                         | 중단                                         |                                                                      |
| 17 | 32   | 1980년 | 춘계 | 서울시청, 육군 충의 공동 우승                | 서울시청, 육군 충의 공동 우승                | 전적 관련 기사                                                       |
| 17 | 32   | 1980년 | 추계 | 자동차보험, 공군 성무 공동 우승              | 자동차보험, 공군 성무 공동 우승              | 전적 관련 기사                                                       |
| 18 | 34   | 1981년 | 춘계 | 대우                                         | 해군 해룡                                    | 전적 관련 기사                                                       |
| 18 | 35   | 1981년 | 추계 | 포항제철                                     | 육군 충의                                    | 전적 관련 기사                                                       |
| 19 | 36   | 1982년 | 통합 | 포항제철                                     | 국민은행                                     | 전적 관련 기사 당시 리그명: 코리언리그                               |
| 20 | 37   | 1983년 | 통합 | 한일은행                                     | 육군 웅비                                    | 전적 관련 기사 당시 리그명: 코리언리그 1부                           |
| 21 | 38   | 1984년 | 통합 | 상무                                         | 한국주택은행                                 | 전적 관련 기사 당시 리그명: 코리언리그                               |
| 22 | 39   | 1985년 | 춘계 | 중소기업은행                                 | 국민은행                                     | 전적 관련 기사                                                       |
| 22 | 40   | 1985년 | 추계 | 서울시청                                     | 서울신탁은행                                 |                                                                      |
| 23 | 41   | 1986년 | 춘계 | 한국주택은행                                 | 현대자동차 (실업)                            | 전적 관련 기사                                                       |
| 23 | 42   | 1986년 | 추계 | 포항제철 (실업)                              | 할렐루야                                     | 전적 관련 기사                                                       |
| 24 | 43   | 1987년 | 춘계 | 한일은행                                     | 할렐루야                                     | 전적 관련 기사                                                       |
| 24 | 44   | 1987년 | 추계 | 국민은행                                     | 상무                                         | 전적 관련 기사                                                       |
| 25 | 45   | 1988년 | 춘계 | 서울시청                                     | 중소기업은행                                 | 전적 관련 기사                                                       |
| 25 | 46   | 1988년 | 추계 | 포항제철 (실업)                              | 상업은행                                     | 전적 관련 기사 5월 개최                                              |
| 26 | 47   | 1989년 | 전기 | 중소기업은행                                 | 포항제철 (실업)                              | 전적 관련 기사 당시 리그명: 청룡리그                                 |
| 26 | 48   | 1989년 | 후기 | 서울시청                                     | 제일은행                                     | 전적 관련 기사 당시 리그명: 화랑리그                                 |
| 27 | 49   | 1990년 | 춘계 | 중소기업은행                                 | 한국주택은행                                 |                                                                      |
| 27 | 50   | 1990년 | 추계 | 중소기업은행, 할렐루야 공동 우승             | 중소기업은행, 할렐루야 공동 우승             |                                                                      |
| 28 | 51   | 1991년 | 춘계 | 중소기업은행                                 | 할렐루야                                     |                                                                      |
| 28 | 52   | 1991년 | 추계 | 상무                                         | 국민은행                                     |                                                                      |
| 29 | 53   | 1992년 | 춘계 | 상무                                         | 할렐루야                                     |                                                                      |
| 29 | 54   | 1992년 | 추계 | 중소기업은행                                 | 한국전력                                     |                                                                      |
| 30 | 55   | 1993년 | 춘계 | 할렐루야                                     | 상무                                         |                                                                      |
| 30 | 56   | 1993년 | 추계 | 한국전력                                     | 할렐루야                                     |                                                                      |
| 31 | 57   | 1994년 | 춘계 | 상무                                         | 중소기업은행                                 |                                                                      |
| 31 | 58   | 1994년 | 추계 | 중소기업은행                                 | 한국주택은행                                 |                                                                      |
| 32 | 59   | 1995년 | 춘계 | 이랜드                                       | 할렐루야                                     |                                                                      |
| 32 | 60   | 1995년 | 추계 | 중소기업은행                                 | 한국철도                                     |                                                                      |
| 33 | 61   | 1996년 | 춘계 | 이랜드                                       | 국민은행                                     |                                                                      |
| 33 | 62   | 1996년 | 추계 | 상무                                         | 한국전력                                     |                                                                      |
| 34 | 63   | 1997년 | 춘계 | 중소기업은행                                 | 이랜드                                       |                                                                      |
| 34 | 64   | 1997년 | 추계 | 상무                                         | 한일생명                                     |                                                                      |
| 35 | 65   | 1998년 | 춘계 | 한국주택은행                                 | 한일생명                                     |                                                                      |
| 35 | 66   | 1998년 | 계   | 상무                                         | 경찰                                         |                                                                      |
| 36 | 67   | 1999년 | 춘계 | 현대미포조선                                 | 상무                                         |                                                                      |
| 36 | 68   | 1999년 | 추계 | 상무                                         | 한국철도                                     |                                                                      |
| 37 | 69   | 2000년 | 춘계 | 한국철도                                     | 상무                                         | 당시 리그명: 현대자동차 K2리그                                       |
| 37 | 70   | 2000년 | 추계 | 현대미포조선                                 | 강릉시청                                     |                                                                      |
| 38 | 71   | 2001년 | 춘계 | 국민은행                                     | 경찰                                         |                                                                      |
| 38 | 72   | 2001년 | 추계 | 현대미포조선                                 | 경찰                                         |                                                                      |
| 39 | 73   | 2002년 | 춘계 | 상무                                         | 현대미포조선                                 |                                                                      |
| 39 | 74   | 2002년 | 추계 | 경찰                                         | 강릉시청                                     |                                                                      |

## 같이 보기
- 전국축구선수권대회
- 대통령배 전국축구대회
- 전국실업축구선수권대회
- 내셔널리그 (대한민국의 축구)
- 대한민국의 축구 리그 시스템
- 대한민국의 축구 최상위리그 우승 구단

## 참고 문헌
- 大韓蹴球協會 편 『韓國蹴球百年史』라사라, 1986.